# 1015

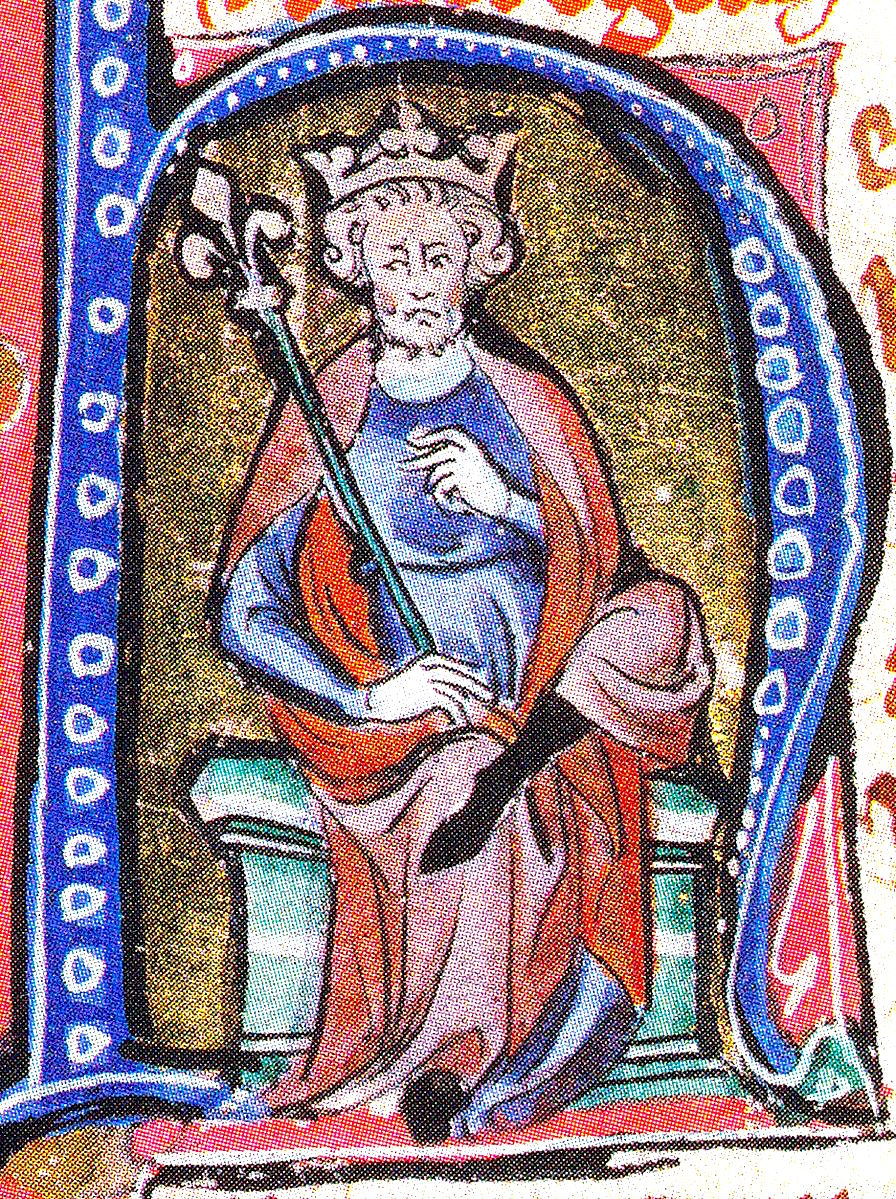
Koning Knoet II ("de Grote") (c. 995 - 1035)

Het jaar 1015 is het 15e jaar in de 11e eeuw volgens de christelijke jaartelling.

## Gebeurtenissen

### Europa
- 15 juli - Vladimir I ("de Grote"), grootvorst (knjaz) van het Kievse Rijk, overlijdt na een regeerperiode van 35 jaar. Hij wordt opgevolgd door zijn oudste zoon Svjatopolk I ("de Vervloekte"). Hij reist naar Kiev om de troon op te eisen, maar de burgers tonen niet veel sympathie voor Svjatopolk. Hij besluit hen over te halen door feesten te geven en geschenken uit te delen, om hen voor zich te winnen. Ondertussen bedreigen Vladimir's andere zonen Boris en Gleb, die ook de troon van Kiev opeisen, de macht van Svjatopolk. Boris vormt voor hem het grootste gevaar, omdat hij de leiding heeft over de beruchte lijfwacht van Vladimir, de Varangiaanse garde.[1]
- 24 juli - Svjatopolk I ("de Vervloekte") stuurt enkele bojaren (Kievse edelen) om Boris en Gleb te vermoorden. Deze koelbloedige represaille levert Svjatopolk zijn bijnaam "de Vervloekte" op. Het nieuws over de executies bereikt ook Jaroslav I ("de Wijze"), een andere zoon van Vladimir I ("de Grote"). Hij verzamelt een groot leger in Novgorod en besluit oorlog te voeren tegen Svjatopolk met de steun van de Varangiaanse garde.[2]
- Zomer - Keizer Hendrik II ("de Heilige") leidt een Duitse expeditie tegen hertog Bolesław I ("de Koene"). Hij valt met drie legers Polen binnen, Hendrik voert het bevel over het centrale leger, ondersteund door geallieerde Slavische stammen. Hij vertrekt vanuit Maagdenburg en steekt na enkele dagen de rivier de Oder over. Tijdens de opmars neemt Hendrik vele duizenden Polen gevangen, waaronder vrouwen en kinderen.[3]
- Bolesław I ("de Koene") stuurt een contingent Moravische ridders onder bevel van zijn 25-jarige zoon Mieszko II ("de Luie") en voert een afleidingsaanval uit in de Saksische Oostmark. Hierop geeft Hendrik opdracht om zijn legers terug te trekken uit Polen naar Merseburg. Tijdens de terugtocht naar Duitsland wordt Gero II, markgraaf van de Saksische Oostmark, bij Krosno Odrzańskie in een hinderlaag gelokt en gedood.[4]
- Graaf Boudewijn IV ("met de Baard") van Vlaanderen wordt door Hendrik II ("de Heilige") beleend met het markgraafschap Valencijn. In ruil hiervoor moet hij zich afzijdig houden in het interne Lotharingse conflict tussen de graven van Reiniers en Verdun. Boudewijn breidt zijn expansiepolitiek in het Scheldebekken verder uit en wordt door de lakenindustrie een van de grootste wolleveranciers van de Atrechtse draperie.[5]
- Ivan Vladislav, een Bulgaarse edelman, laat zichzelf uitroepen tot heerser (tsaar) van Bulgarije. Hij stuurt een brief naar keizer Basileios II ("de Bulgarendoder") om zich als vazal te onderwerpen aan het Byzantijnse Rijk.

### Engeland
- Zomer - Koning Knoet II ("de Grote") keert met steun van zijn oudere broer Harald II (de koning van Denemarken) terug met een leger van Deense, Noorse en Zweedse Vikingen (ongeveer 10.000 man). Knoet leidt een veldtocht in Wessex en Mercia. Hij rijdt te paard noordwaarts, om in de winter Northumbria te plunderen. Vrijwel alle gevechten worden uitgevochten met prins Edmund Ironside (een zoon van koning Ethelred II).[6]

### Religie
- 30 november - De Sint-Bartolomeüskerk in Luik wordt door prins-bisschop Balderik van Loon en aartsbisschop Heribert van Keulen ingewijd.
- Bisschop Thietmar van Merseburg geeft opdracht voor de bouw van de Dom van Merseburg (huidige Duitsland).
- Eerste schriftelijke vermeldingen van Dormaal, Leipzig en Velzeke (gelegen in Oost-Vlaanderen).

## Geboren
- Altmann van Passau, Duits edelman en bisschop (overleden 1091)
- Frozza Orseolo, Oostenrijks markgravin-gemalin (overleden 1071)
- Gilberga van Comminges, koningin van Aragon (overleden 1049)[7]
- Harald III (Sigurdsson), koning van Noorwegen (overleden 1066)
- Herman IV, Duits edelman (Huis van Babenberg) (overleden 1038)
- Michaël V ("de Breeuwer"), Byzantijns keizer (overleden 1042)[8]
- Robert Guiscard, hertog van Apulië en Calabrië (overleden 1085)

## Overleden
- 5 februari - Adelheid van Vilich, Duits edelvrouw (r. 1000 - 1015)
- 31 mei - Ernst I, Duits edelman en hertog (Huis van Babenberg)
- 15 juli - Vladimir I ("de Grote"), grootvorst van Kiev (r. 980 - 1015)
- 24 juli - Boris en Gleb, Russische edelmannen van het Kievse Rijk
- 1 september - Gero II, Duits edelman en markgraaf (r. 993 - 1015)
- 12 september - Lambert I ("met de Baard"), Nederlands edelman
- Arduin van Ivrea, Italiaans edelman en koning (Huis van Ivrea)[9]
- Rudolf van Ivry, Normandisch edelman en graaf (r. 996 - 1015)